# Ensio Nieminen
Elo Ensio Nieminen (nascido em 30 de março de 1930) é um ex-ciclista olímpico finlandês. Representou sua nação nos Jogos Olímpicos de Verão de 1952.